# Иванов, Александр Васильевич (хоккеист)
Александр Васильевич Иванов (род. 24 марта 1955, Саратов) — советский, российский хоккеист, защитник. Мастер спорта СССР (1975). Тренер.

## Биография
Начинал заниматься хоккеем в Саратове на 4-м жилучастке и в Северном поселке при поддержке авиационного и шарикоподшипникового заводов. Участвовал в турнирах «Золотая шайба», «Кожаный мяч» на первенство города и области. В 1970 году в возрасте 15 лет поступил в новооткрытую хоккейную школу. 16 сезонов (1973/74 — 1988/89) провёл в «Кристалле» Саратов. Три сезона (1974/75, 1976/77, 1981/82) отыграл в высшей лиге, вторую половину сезона-1983/84 провёл в команде высшей лиги «Ижсталь» Ижевск.
В сезонах 1989/90 — 1991/92 играл за команду второй лиги «Химик» Энгельс. В сезоне 1999/2000 провёл семь матчей за «Кристалл» в возрасте 44 лет.
Победитель второго неофициального чемпионата мира среди молодёжных команд (1975). Обладатель Кубка Шпенглера-1976.Серебряный призёр хоккейного турнира зимней Универсиады 1983 года.
Чемпион Олимпийских игр среди ветеранов (1995). Серебряный призёр чемпионата мира среди ветеранов 35-40 лет (1996).
Тренер в «Кристалле-2» (2002—2004), ХК «Тамбов» (2004—2005), СШОР «Кристалл» (2016—2022).